# Latakia (stad)
Latakia (Arabisch: اللاذقية, Al-Ladhiqiyah) is een moderne havenstad in
West-Syrië, gelegen aan de Middellandse Zee. Met Tartous en Baniyas is het een van de voornaamste havensteden van het land. In 1994 had de stad ongeveer 554.000 inwoners.
De naam Latakia is afgeleid van de vroegere naam van de stad: Laodicea. In de oudheid was dit een belangrijke stad, bij de Feniciërs stond het bekend als Ramitha en bij de Grieken onder de naam Leuke Akte. Seleucus I Nicator noemde de stad naar zijn moeder: Laodicea. Dit is echter een ander Laodicea (Laodicea aan Zee; Grieks: Λαοδίκεια έπι θαλάσσα) dan de bekende plaats Laodicea aan de Lycus. Laodicea in Syria was een Byzantijns aartsbisdom.
De plek waar de Fenicische stad Oegarit was, ligt ongeveer 16 kilometer ten noorden van Latakia. In Latakia zelf bevindt zich een klein museum met aardewerk uit deze Fenicische stad. Bij Latakia liggen mooie stranden met schoon water. Ongeveer 25 kilometer ten zuiden van de stad ligt een vliegveld. Op enkele kilometers van Latakia ligt Qardaha, de geboorteplaats van de Syrische president Hafiz al-Assad (1930-2000).

## Transport
De hoofdstad van buurland Libanon, Beiroet, kan in ongeveer vier uren per bus bereikt
worden. Er loopt ook een spoorlijn van Aleppo door Latakia naar Homs.
Lange tijd zijn er veerdiensten geweest tussen Latakia en de Cypriotische steden Larnaca en Famagusta (in de de facto Turkse Republiek Noord-Cyprus) en het Egyptische Alexandrië, maar deze zijn jaren geleden stopgezet. Veel van het verkeer naar Syrië gaat tegenwoordig via de haven van Beiroet.

## Opstand 2011
Op 17 augustus 2011 werden honderden inwoners van de stad door Syrische militairen opgepakt en in een stadion opgesloten.